# UFC Fight Night: Thompson vs. Pettis
UFC Fight Night: Thompson vs. Pettis (também conhecido como UFC Fight Night 148 ou UFC on ESPN+ 6) foi um evento de MMA produzido pelo Ultimate Fighting Championship no dia 23 de março de 2019, na Bridgestone Arena, em Nashville, Tennessee.

## Background
O duelo nos meio-médios entre o ex-desafiante da categoria Stephen Thompson e o ex-campeão dos leves Anthony Pettis serviu de luta principal da noite.
A luta na categoria dos galos entre Martin Day e Chris Gutierrez estava programado para o evento. Entretanto, foi reportado que Day estava fora do evento devido a uma lesão e ele foi substituído por Ryan MacDonald.
Marlon Vera era esperado para enfrentar Frankie Saenz no UFC 235. Porém, a luta foi cancelada na semana do evento devido a problemas de saúde de Vera no corte de peso. O duelo então foi reagendado para este evento.
Nasrat Haqparast e Chris Gruetzemacher saíram de seus combates contra John Makdessi e Jesús Pinedo, respectivamente. Então, Makdessi e Pinedo se enfrentaram no evento.
Nas pesagens, Luis Peña pesou 148.5 libras (67,5 kg) ficando 2.5 libras acima do limite da categoria dos penas de 146 libras (66,2 kg) em lutas que não valem cinturão. Ele foi punido com a perda de 30% da bolsa que foram para seu adversário Steven Peterson.

## Bônus da Noite
Os lutadores receberam $50.000 de bônus:
- Luta da Noite:  Bryce Mitchell vs.  Bobby Moffett
- Performance da Noite:  Anthony Pettis e  Randa Markos